# 王惇
王惇（219年前—253年），三国时东吴官员。
吕蒙袭杀关羽后，曹操表孙权为骠骑将军，假节领荆州牧。孙权令王惇买马，上供许昌朝廷。孙权驾崩后，孙綝杀诸葛恪，专权跋扈，而惹怒孙虑（孙綝从兄,又名孙宪）、王惇、孙虑和王惇共谋杀害孙綝。而最后孙綝杀掉王惇，孙虑则被迫服药自杀。